# Huis Oosterhout
Het Huis Oosterhout is een landhuis en voormalig kasteel in Oosterhout, provincie Gelderland. Zowel het landhuis als de diverse bijgebouwen, boerderij, koetshuis, tuinmuren en het park zijn aangewezen als rijksmonument.

## Geschiedenis
Het eerste kasteel werd in de 14e eeuw gesticht door de heren Van Bronkhorst en droeg toen nog de naam Notenstein. In december 1585 werd het kasteel ingenomen door Spaanse troepen waarbij de bezetting werd omgebracht. De schade aan het kasteel werd hersteld.
In 1627 kwam het kasteel door vererving in handen van de familie Van Hackfort. Zij noemden het kasteel voortaan Oosterholt of Oosterhout. Een van de leden van deze familie bouwde rond 1660 aan de zuidzijde van het Huis Oosterhout een tweede kasteel, te weten het Huis Waaienstein. Beide huizen werden met een allee met elkaar verbonden.
In 1809 brak de Waaldijk door. Huis Waaienstein verdween volledig in de golven, terwijl het op dat moment onbewoonde kasteel Oosterhout gedeeltelijk wegspoelde. De eigenaren herbouwden het kasteel Oosterhout op dezelfde plek, maar in januari 1820 werd het kasteel verwoest door een dijkdoorbraak.
Rond 1850 bouwde eigenaar Theodorus baron van Scherpenzeel-Heusch een nieuw huis, even ten noordoosten van de oude locatie, en op enige afstand van de dijk. In 1870 kocht H.J.J. baron van Boetzelaer het landhuis, dat nadien enkele malen door hem is verbouwd.
In 1944 werd het huis een noodhospitaal voor de geallieerden. Na de Tweede Wereldoorlog werd het huis hersteld en bleef het in bezit van de familie Van Boetzelaer van Oosterhout.

## Beschrijving

### Kasteel
Het kasteel Notenstein – vanaf de 17e eeuw Oosterholt en Oosterhout genoemd – was een omgracht slot. In 1572 werd het omschreven als een door grachten omgeven huis en hofstad met diverse bijgebouwen, zoals een bouwhuis, rosmolen en stallen. Ook waren er boomgaarden en weilanden.
Nadat het kasteel in 1809 door een overstroming ernstig was beschadigd, werd op dezelfde plek een nieuw, rechthoekig huis gebouwd in classicistische stijl. In 1820 werd ook dit huis getroffen door de gevolgen van een dijkdoorbraak, en het huis werd door het water volledig verwoest.
Van het oude kasteel is een 17e-eeuwse gevelsteen met de woorden ‘Rien sans Dieu’ bewaard gebleven. Deze steen is in het huidige landhuis ingemetseld.
In 1911 liet de baron opgravingen verrichten op de oude locatie. Hierbij zijn muurresten aangetroffen met een dikte van 65cm.
Er zijn verder geen zichtbare resten bewaard gebleven van de kastelen die hier tot 1820 stonden.

### Landhuis
Het huidige landhuis is rond 1850 gebouwd, even ten noorden van het oude kasteel. Het witgepleisterde, neoclassicistische landhuis heeft een rechthoekige plattegrond en bestaat uit een souterrain met twee bouwlagen. Rond 1930 is het huis uitgebreid aan de noord- en zuidzijde.
Het park is eveneens in de 19e eeuw aangelegd en kenmerkt zich door een landschapsstijl. Onderdeel hiervan is het sterrenbos. Het zeshoekige tuinpaviljoen is geïnspireerd op de ideeën van Gijsbert van Laar.
In de jaren 30 van de 20e eeuw werd een pinetum toegevoegd. Tuinarchitecte Mien Ruys legde rond 1935 een tuin aan met vakken van buxus.
Een groot deel van de gronden van het landgoed is begin 21e eeuw gebruikt voor de bouw van de Nijmeegse woonwijk Oosterhout. Na restauratiewerkzaamheden is het huis geschikt gemaakt als bed and breakfast. De bijgebouwen worden verhuurd, onder andere als vergaderlocatie. Het omliggende park is opengesteld voor wandelaars. Het landgoed is in eigendom van de familie Van Boetzelaer van Oosterhout.

## Afbeeldingen

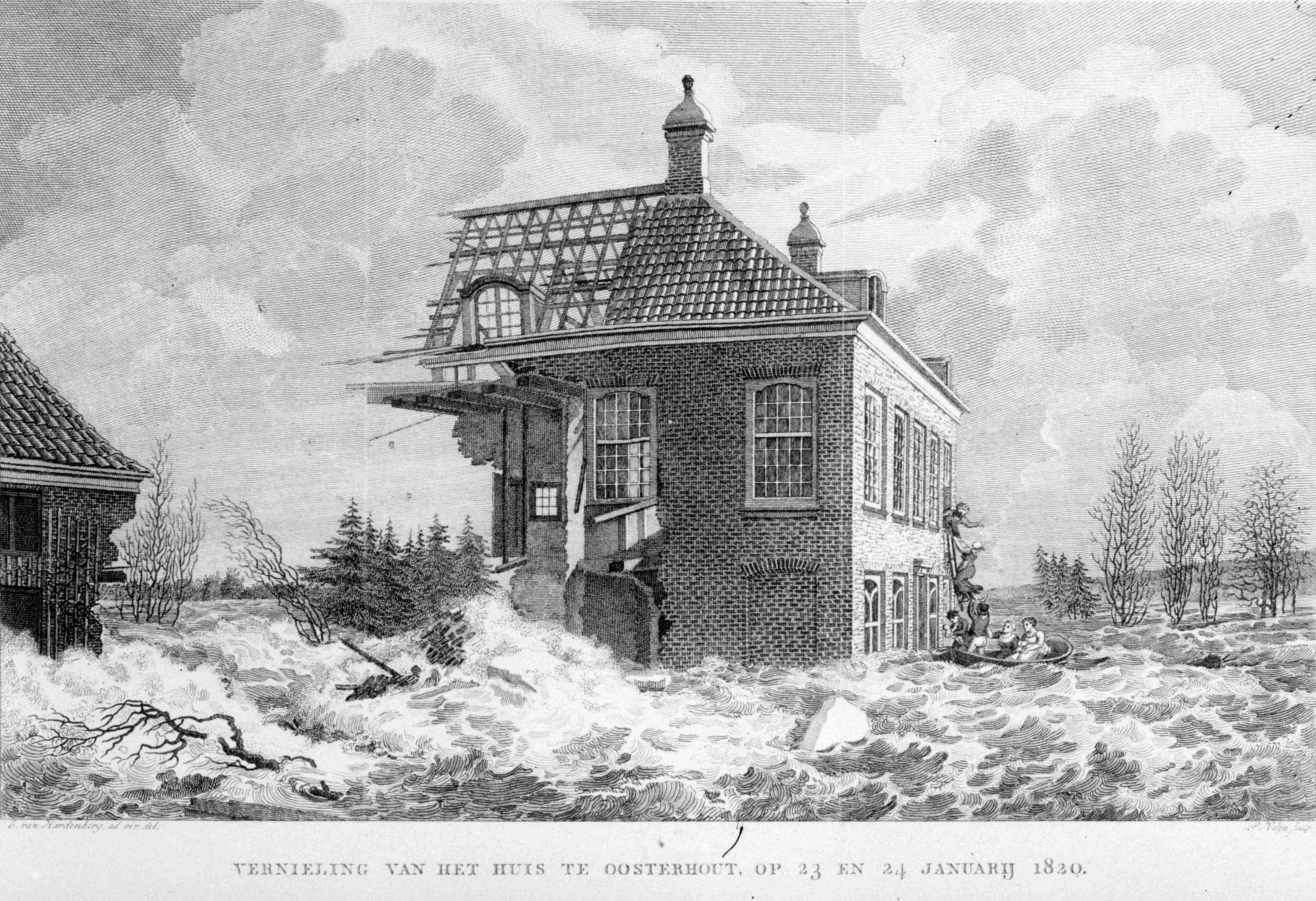
Verwoesting van Huis Oosterhout in 1820
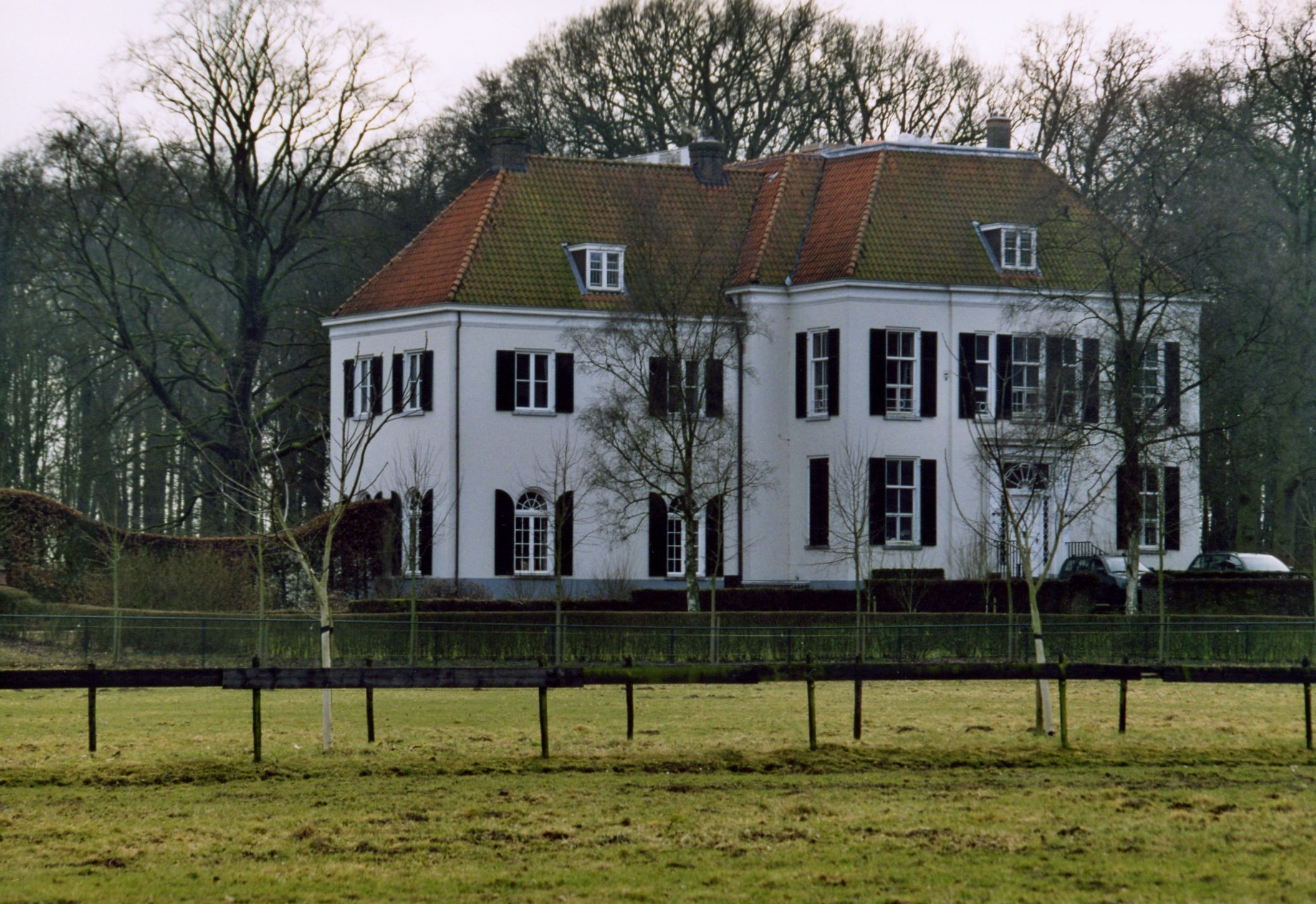
Huis Oosterhout
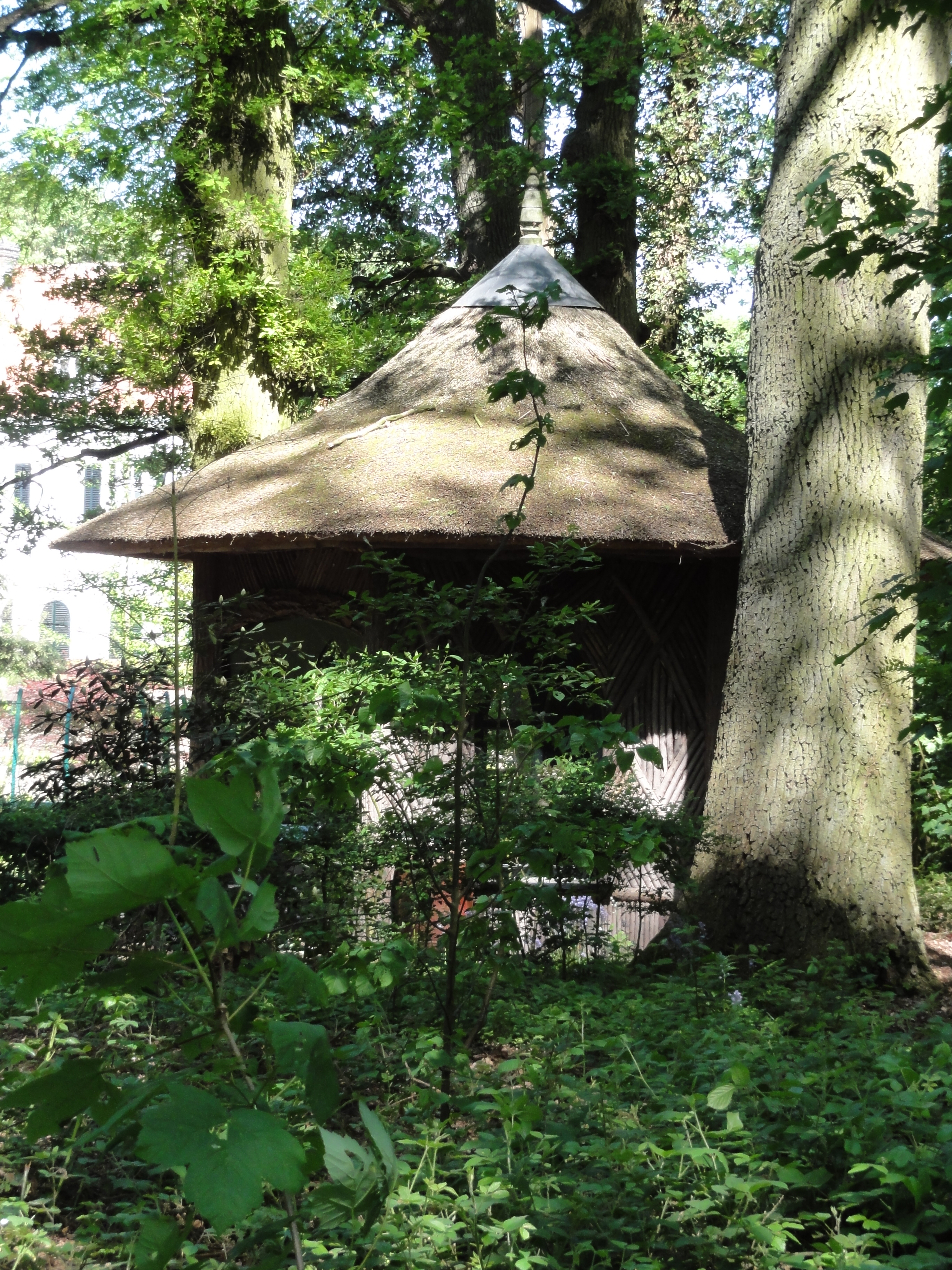
Prieeltje
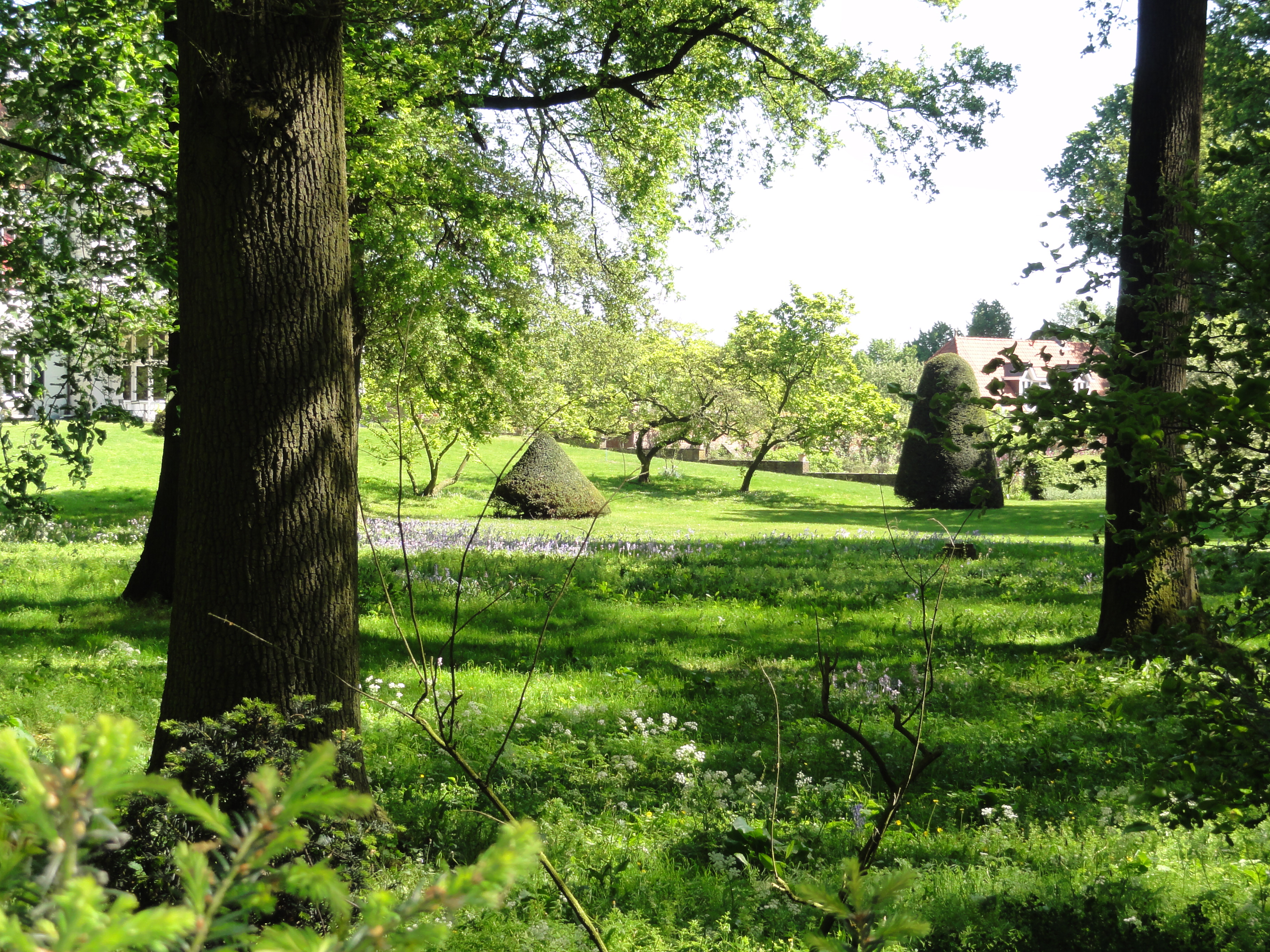
Tuinaanleg

Aalst · Aardenburg · Acquoy · Aerdt · Agistaldaburg · Ahof · Aldenhaag · Aller · Ambe · Ammersoyen · Ampsen · Andelst · Angeroyen · Appelburg · Appelse walburg · Appeltern · Arler · Baak · Babberich · Baer · Baerle · Bakerbosch · Balgoij · Barlham · Batenburg · Beek · Beerenclaauw · Bemmel · Bevervoorde · Bergh · Biljoen · Bingerden · Blankenborg (Laren) · Blankenborg · Blauwe Huis · Blokhuis (Ravenswaaij) · Boelenham · Boetselaersborg · Borculo · Boswaai · Brakel · Den Brakel · Den Bramel · Bredevoort · Broekhuizen · Bronkhorst · Bruchem · Bruinhorst · Brunsberg · Bulkestein · Bunswaard · Burcht van Tiel · Buren · De Buurse · Byland · Byvanck · Caetshage · Camphuysen · De Cannenburch · de Cloese · Coldenhove · Culemborg · Dedinckweerd · Delwijnen · Didam · Diepenbroek · Hof te Dieren · Huis Dijck · Dikke Tinne · Doddendaal · Dodewaard · Doornenburg · Doornik · Doorwerth · Dooyenburg · Dorth · Doseburg · Drakenburg · Dreumel · Druten · Duivelshuis · Eerbeek · De Ehze · Elburg · Eldrik · Emmerik · Engelenburg · Groot Engelenburg · Engelrode · Enghuizen · Enspijk · De Essenburgh · Essenpas · Est · Fokkinck · Gameren · Geerestein · Geldermalsen · De Gelderse Toren · Geldersweerd · Gellicum · Gendt · Gennepestein · Glindhorst · Goudenstein · ‘s-Grevenhoef · Groot Hell · Groenlo · Groesbeek · Huis te Groesbeek · Grunsfoort · Gulden Spijker · Hackfort · Hackforts Veenhuis · Hagen · Hagevoort · Hamerden · Hanepol · Harreveld · Harslo · Hassink · Het Haveke · Hedel · Heeckeren · De Heegh · Hees · De Heest · Hellouw · Hemmen · Hernen · Motte van Hernen · Heumen · Heusden · Hoekelum · Hoekenburg · De Hoeve · De Hof · Hof d'Ooy · Hof van Arkel · Huis het Holt · Holthuis · Het Holtslag · Ter Horst · Houberg · St. Hubertus · Huissen · Hulhuizen · Hulkestein · Hulsen · Hunneschans bij De Duno · Hunneschans bij Uddel · Jonker Bloo · 't Joppe · De Kamp · Karssenberg · Kemnade · Keppel · Kermestein · Kernhem · Kervel · Kiefskamp · De Kinkelenburg · Klein Enghuizen · Kleverburg · Kortenhoeve · Laag Helbergen · Lakenburg · Landfort · Langen · Latenstein · De Lathmer · Lathum · Ter Lede · Leegpoel · Leemcuyl · Leeuwen · Leeuwenbergh · Lensenburg · Lent · Leur · Leuvenum · Leyenburg · Lichtenvoorde · Lievenstein · Loenen · Loevestein · Loil · Loowaard · Luynhorst · Hof te Maasbommel · Magerhorst · Malburgen · Malderburcht · Malsen · Manhorst · Marhulsen · De Marsch · Marveld · Mathena · Maurik · Medel · Medestein · 't Medler · Meinerswijk · De Mellard · Mensink · Mergelp · Meteren · 't Meyerink · Middachten · Millingen · Mussenberg · Nagelhorst · Nederhagen · Nederhemert · Neerijnen · Huis Neerijnen · De Nesch · Nettelhorst · Nieuwe Blokhuis ·  Nijburg · Nijenbeek · Old Putten · Notenstein · Nye Huis · Olde Spijker · Oldenaller · Oldenhof (Driel) · Oldenhof (Heteren) · De Ooij · Oolde · Oud Oolde · Oosterhout · Ophemert · Opijnen · Oud Ampsen · Oude Blokhuis · Het Oude Loo · Oude Voorst · Oudenborch · Oud-Wisch · Huis te Overasselt · Overeng · Overhagen · Overlaar · 't Oye · Palmestein · De Parck · Persingen · Plekenpol · Ploen · Pluimenburg · Poederoijen · Poelwijck · Poelwijk · De Pol (Dreumel) · Huis de Poll (Huis te Gietelo) · De Poll (Huissen) · Pollenbering · Pollenstein · Puttenstein · Het Raasink · Ravenhorst · De Rees · Ressen · Reuversweerd · Reygersfoort · Rhijnestein · Huis Rijswijk · Rode Toren · Roode Wald · Rosande · Rosendael · Rossum · Rumpt · Ruurlo · Rijsselt · Schadewijk · Schaffelaar · Scherpenzeel · Schoonbroek · Schoonderbeek · Schoonenburg · Schuilenburg · Schuilkerke · Hof te Seelbeek · Sevenaer I · Sevenaer II · Sinderen (Oude IJsselstreek) · Sinderen (Voorst) · Slangenburg · Sleeburg · Slimsijp · De Snor · Soelen · Spaansweerd · Spaldorp · Spijk · Staverden · Sterkenburg · Swanepol · Tarthorst · Teisterbant (Kerk-Avezaath) · Teisterbant (Kerkdriel) · Ter Dicke · Tolhuis · Tolhuis (Tiel) · Tollenburg · Tongerlo · Toren van Wely · Tuil · Ubbergen · Uilenburg (Ewijk) · Uilenburg (Heteren) · Ulenpas · Ulft · Upladen · Valburg · Valkhofburcht · Valkhofpalts · Vanenburg · Varik · Hof te Varsseveld · 't Velde · Velhorst · Verwolde · Vierakker · De Voorst · Voorstonden · Vorden · Vosbergen · Vredenburg · Vredestein (Driel) · Vredestein (Ravenswaaij) · Vuren · Waardenburg · Waddestein · Wadenoijen · Waede · Wageningen · Walfort · 't Waliën · De Wardt · Watergoor · Watermeerwijk · Wayenstein (Huis te Herwijnen) · Well (Huis van Malsen) · Weijenrade · Westenburg · Westerholt · Weurt · De Wiersse · Wijenburg (Echteld) · De Wildenborch · De Wildt · Wilp · Wilperhorst · Winssen · Wisch · Wychen · Wolfswaard · Woolbeek · Yrst · IJzendoorn · Zeeland · Zilveren Spijker · Zuilichem · Zwaluwenburg · Zwanenburg (Heerde) · Zwanenburg (Megchelen)